# Дмитриев, Пётр Гаврилович
Пётр Гаврилович Дмитриев (1860 — не ранее 1916) — генерал-майор русской императорской армии, участник Первой мировой войны.

## Биография
Родился 28 февраля (11 марта) 1860 года.
Образование получил во 2-й Санкт-Петербургской прогимназии и Военно-топографическом училище, из которого в 1880 году выпущен Корпус топографов. Женился 31 августа 1888 года на дочери купца 2-й гильдии Анне Ивановне Архиповой.
По окончании Николаевской инженерной академии был произведён в капитаны, служил по инженерным войскам. В 1898 году произведён в подполковники и 22 июня 1904 года — в полковники, с 1901 года был начальником штаба 5-й сапёрной бригады, с 1904 года командовал 19-м сапёрным батальоном.
С 5 июня 1910 года был назначен командиром 22-го сапёрного батальона, во главе которого встретил Первую мировую войну. За отличие 6 декабря 1915 года был произведён в генерал-майоры. К 10 июля 1916 года он по-прежнему был в том же чине и должности, 8 сентября того же года награждён орденом св. Станислава 1-й степени с мечами.
Дальнейшие обстоятельства его жизни не выяснены; в справочнике В. М. Шабанова указано, что П. Г. Дмитриев погиб 20 июня 1916 года в должности командующего 266-м пехотным Пореченским полком. Однако в этом случае он был перепутан с полковником Петром Николаевичем Дмитриевым.

## Награды
- Орден Святого Станислава 3-й степени (1889 год)
- Орден Святой Анны 3-й степени (1892 год)
- Орден Святого Станислава 2-й степени (1894 год)
- Орден Святой Анны 2-й степени (1896 год)
- Орден Святого Владимира 4-й степени (1902 год)
- Орден Святого Владимира 3-й степени (1906 год)
- Орден Святого Станислава 1-й степени с мечами (8 сентября 1916 года).